# گاه‌بازه
| گاه‌چینه‌شناسی          | زمین‌گاه‌شناسی | یادداشت‌ها                                     |
| --------------------- | ------------ | --------------------------------------------- |
| چینه‌ابردوران Eonothem | ابردوران Eon | جمعاً ۴ ابردوران. نیم میلیارد سال یا بیشتر     |
| چینه‌دوران Erathem     | دوران Era    | ۱۰ دوران شناخته‌شده. چندصد میلیون سال          |
| سامانه System         | دوره Period  | ۲۲ دوره شناخته‌شده. ده‌ها تا حدود صد میلیون سال |
| ردیف Series           | دور Epoch    | ۳۴ دور شناخته‌شده. ده‌ها میلیون سال             |
| اشکوب Stage           | عصر Age      | ۹۹ عصر شناخته‌شده. میلیون‌ها سال                |
| گاه‌بازه Chronozone    | گاه Chron    | زیربخش عصر. توسط ICS به‌کار نمی‌رود.            |

گاه‌بازه (به انگلیسی: Chronozone) یا گاه (Chron) بخشی از زمان است که با یک رویداد مشخص آغاز شده و با رویدادی دیگر پایان می‌پذیرد. این رویدادها معمولاً با ناپدید شدن (انقراض) سنگواره‌های یک گونه که دارای پراکندگی گسترده بوده یا تغییر سریع گونه‌ها یا پیدایش گونه‌ها در پیشینه زمین‌شناختی شناخته می‌شود. پژوهشگران از گاه‌بازه‌ها یا گاه‌ها در بیان و تشریح مفاهیم مربوط به زمین‌شناسی، به‌ویژه در چینه‌شناسی و مباحث تعیین سن نسبی استفاده می‌کنند.